# Crendon Replicas

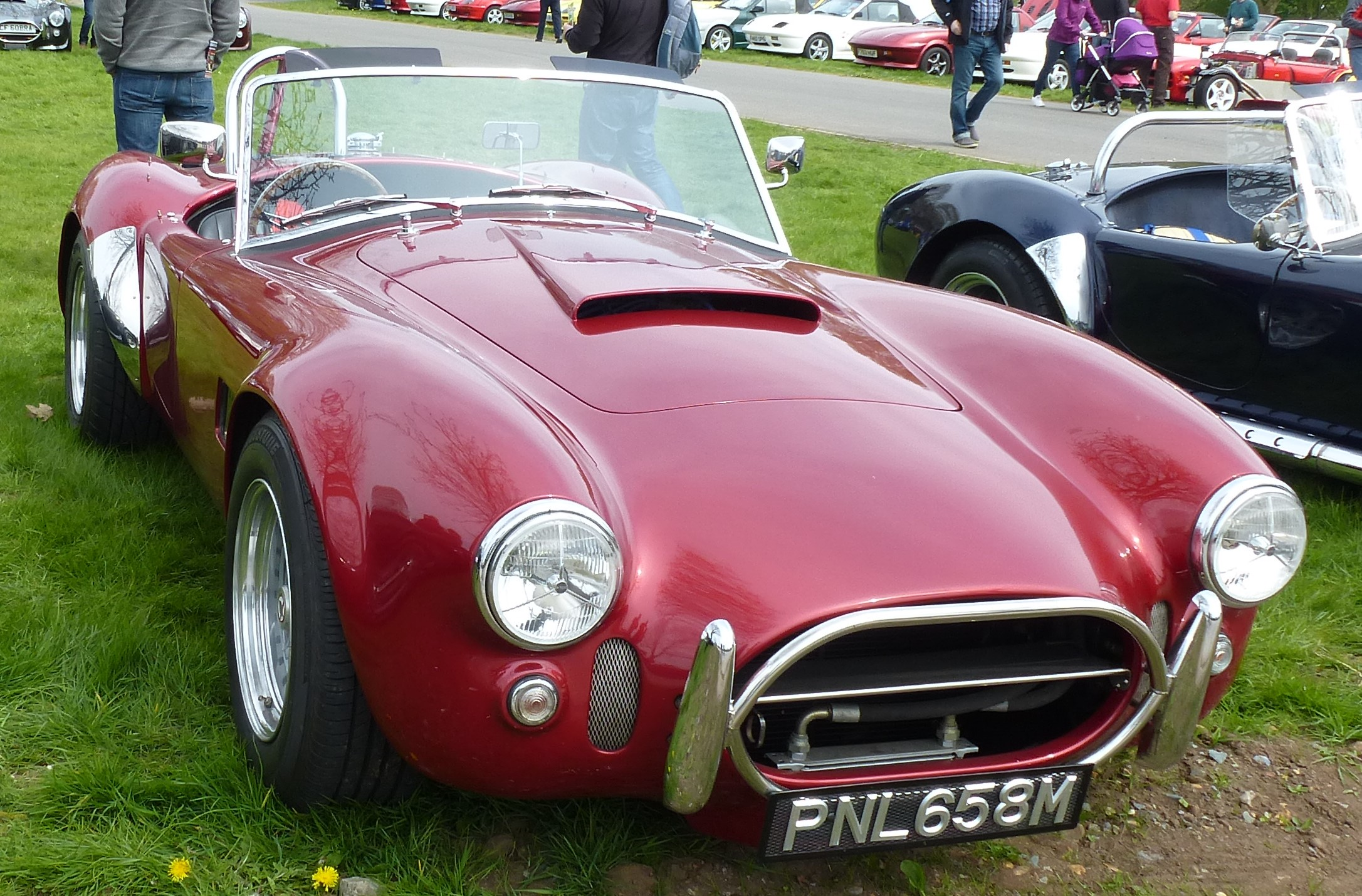
Crendon Replicas CR 427

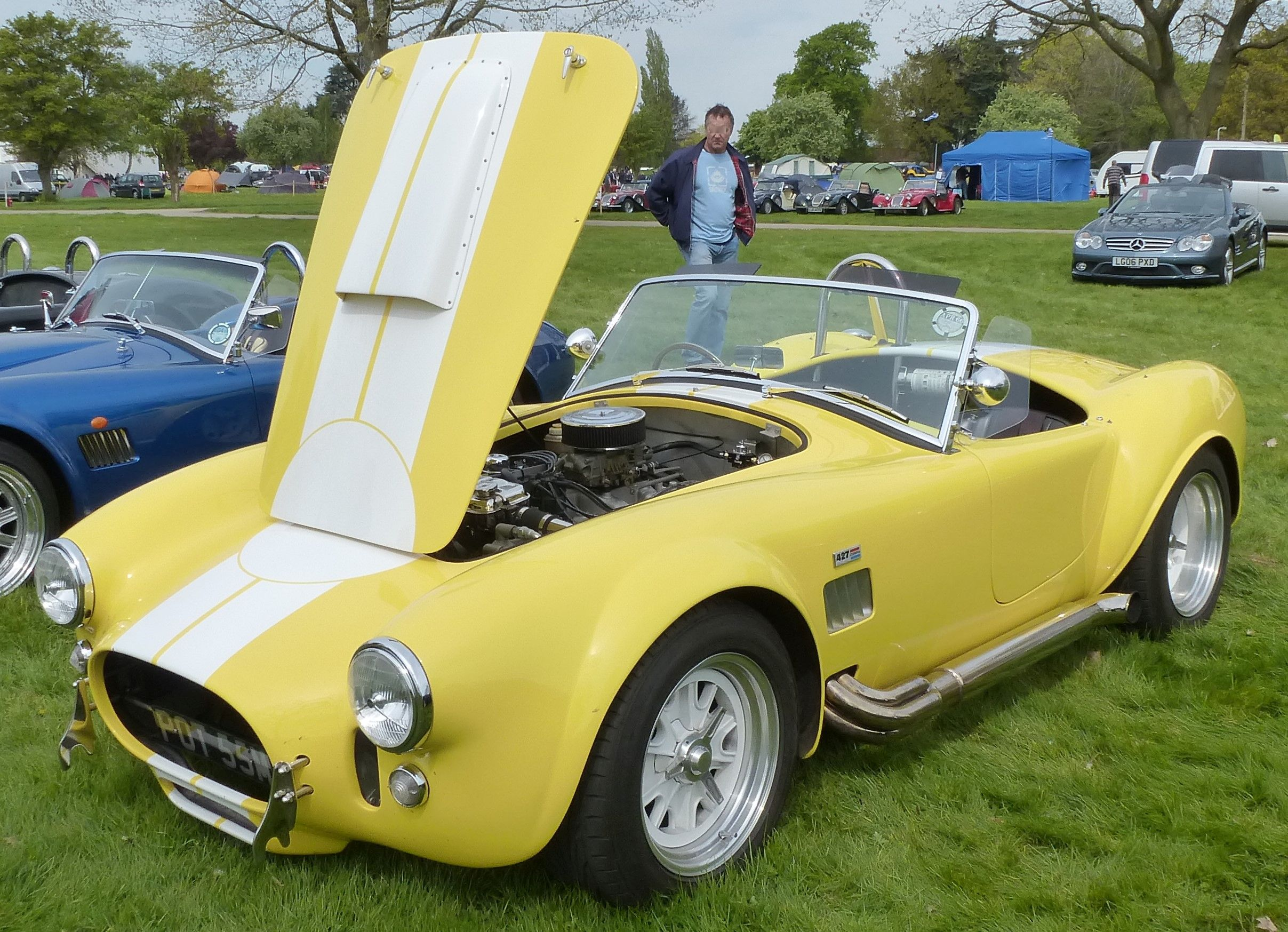
Crendon Replicas CR 427

Crendon Replicas ist ein britischer Hersteller von Automobilen.

## Unternehmensgeschichte
John Kerr gründete 1991 das Unternehmen in Aylesbury in der Grafschaft Buckinghamshire. Er begann mit der Produktion von Automobilen und Kits. Der Markenname lautet Crendon Replicas. Später zog das Unternehmen nach Westcott, ebenfalls in Buckinghamshire. Insgesamt entstanden bisher etwa 100 Exemplare.
Das Projekt wurde 2001 von Anthony Hale und seiner Firma  Absolute Horsepower Ltd. übernommen.

## Fahrzeuge
Das einzige Modell ist der CR 427, eine Nachbildung des AC Cobra. Die Karosserie besteht üblicherweise aus glasfaserverstärktem Kunststoff. Lediglich ein Fahrzeug erhielt eine Karosserie aus Aluminium. Viele Teile stammen vom Jaguar XJ 6. Häufig treibt ein V8-Motor von Ford die Fahrzeuge an.